# Ole von Beust
Carl-Friedrich Arp Freiherr von Beust, más conocido como Ole von Beust (Hamburgo, 13 de abril de 1955) es un político alemán de la Unión Demócrata Cristiana (CDU) y Primer Alcalde de la ciudad-estado de Hamburgo 2001-2010.
Fue elegido alcalde después de las elecciones al Parlamento de Hamburgo de 2001, en las que el Partido Socialdemócrata de Alemania (SPD) había sido el partido más votado (36,5%). Sin embargo, la CDU de Beust (26,2%) formó una coalición de gobierno con el Partido Liberal (FDP, 5,1%) y un recién formado partido alrededor del populista derechista Ronald Schill, que había logrado el 19,4% de los votos. Roland Schill fue nombrado senador (ministro) de Interior y Segundo Alcalde en el gabinete de von Beust.
Sin embargo, esta coalición se rompió en agosto de 2003, cuando von Beust despidió a Schill a causa de un presunto intento de chantaje. Según von Beust, Schill le había amenazado con hacer público que mantenía una relación homosexual con Roger Kusch, al cual había nombrado senador de Justicia poco antes, mezclando su vida privada y la pública. Von Beust y Kusch rechazaron este reproche, aunque concedieron que eran amigos desde la universidad. Sin embargo, Schill insistía en que había escuchado "ruidos inequívocos en el piso de Kusch" cuando von Beust le visitaba, aunque no podía aducir pruebas. Poco después, Roger Kusch reconoció públicamente su homosexualidad; y la de von Beust fue certificada por su padre en una entrevista. A posteriori, von Beust dijo que se alegraba de que su padre hubiera concedido esa entrevista, ya que así quedaba todo dicho y él mismo se ahorraba dar más explicaciones sobre algo que consideraba parte de su vida privada.
Después de la destitución de Schill, la ruptura de la coalición y el anuncio de elecciones anticipadas, la popularidad de von Beust subió notablemente. Por lo tanto, la CDU centró su campaña para las elecciones regionales de 2004 enteramente en su personalidad, consiguiendo una mayoría absoluta (47,2%). En cambio, ni el FDP ni el partido de Schill obtuvieron representación alguna en el parlamento regional. Después de esta derrota, el propio Schill dejó Alemania y se mudó a Brasil. En 2006, después de un escándalo por las malas condiciones de una cárcel juvenil hamburguesa, también Roger Kusch tuvo que dejar su cargo.
En las elecciones regionales de marzo de 2008, la CDU de von Beust perdió la mayoría absoluta (42,6%), por lo que necesitó un socio de coalición para seguir gobernando. Por ello, formó una coalición con Los Verdes, la primera coalición entre estos dos partidos a escala regional en Alemania. Von Beust renunció en 2010 y dejó su cargo en manos de Christoph Ahlhaus.